# Staatsforsten Open-Air
Das Staatsforsten Open-Air war ein Umsonst-und-Draußen-Musikfestival, das seit 1986 im Westen Niedersachsens stattfindet. Mit jährlich etwa insgesamt 5.000 Besuchern auf mehreren Stoppelfeldern im Bakumer Ortsteil Büschel war das Festival die größte Veranstaltung dieser Art im Oldenburger Münsterland.

## Geschichte
Das erste Staatsforsten Open-Air wurde 1986 von jungen Leuten aus dem Landkreis Cloppenburg veranstaltet, um sich bewusst von der Kommerzialisierung des Musikbetriebes abzusetzen. Das erste Open-Air dort hatte 150 Besucher.
Die Veranstalter dieses Festivals wechselten seit der Gründung, ebenso änderten sich Musikprogramm und Organisation, aber  trotz vieler Schwierigkeiten wurde am Non-Profit-Prinzip der Veranstaltung festgehalten.
Das Anwachsen des Festivals führte 1995 zur Gründung des Trägervereins Open-Air Initiative e.V., um Interessierten und Förderern eine größere Mitgestaltungsmöglichkeit zu bieten. Die Bands werden jedes Jahr vom Verein ausgewählt, dabei treffen Jazz, Soul, Blues, Rock, Pop, Metal, Reggae, Ska, Folk, Punk, Gothic und Hip-Hop aufeinander.  Zirka 100 ehrenamtliche Helfer sind bei dem Festival im Einsatz.
Die ersten drei Jahre fand das Staatsforsten Open-Air in der gleichnamigen Ortschaft statt. Nach verschiedenen Ortswechseln innerhalb des Oldenburger Münsterlandes findet das Open-Air seit 2002 in Büschel auf einigen Stoppelfeldern westliche der Autobahn A1 statt. Viele der Besucher kampieren vor und während des Festivals auf dem Gelände.
Das Open-Air bietet insbesondere jungen Bands aus der Region die Gelegenheit, ihre Musik einem breiteren Publikum zu präsentieren und überregionale Kontakte zu knüpfen. Ein Stagetermin zu Primetime wird im Vorlauf des Festival über einen Wettbewerb an eine regionale Band vergeben.